# Sava Šumanović
Sava Šumanović cyr. Сава Шумановић (ur. 22 stycznia 1896 w Vinkovci, zm. 30 sierpnia 1942 w Sremskiej Mitrovicy) – malarz serbski i jugosłowiański, przedstawiciel fowizmu i ekspresjonizmu.

## Życiorys
Był synem serbskiego inżyniera Milutina Šumanovicia (1862-1937) i Persidy z d. Tubić (1875-1968). W wieku 4 lat wraz z rodziną przeniósł się z Vinkovci do Šidu. Ukończył szkołę w Zemunie, gdzie uczył się malarstwa pod kierunkiem Isidora Junga. W latach 1914–1918 studiował malarstwo w Zagrzebiu, w klasie prof. Otona Ivekovicia. Dyplom uzyskał w 1918, w tym samym roku w Zagrzebiu jego prace wystawił Salon Ulrych. W 1920 wyjechał do Paryża, gdzie poznawał malarstwo kubistyczne i konstruktywistyczne pod kierunkiem André Lhote'a. W tym czasie spotykał się ze znanymi artystami francuskimi (Max Jacob) w kawiarni La Coupole na Montparnasse, a także z serbskimi malarzami i pisarzami mieszkającymi w Paryżu (Rastko Petrović). W latach 20. podróżował pomiędzy Królestwem SHS, a Francją. Pogarszający się stan zdrowia spowodował, że w 1930 za namową matki powrócił na stałe do Šidu. Dzięki staraniom matki w 1935 udało się zatrudnić śpiewaczkę z miejscowej kafejki, która zgodziła się pozować do aktów. Dzięki temu powstał cykl 60 obrazów Kupačica (Šidijanka), na których wszystkie kobiety mają tę samą twarz.
Największa wystawa jego prac (410 obrazów) została zaprezentowana we wrześniu 1939 na uniwersytecie w Belgradzie. W 1941 Šid stał się częścią Niepodległego Państwa Chorwackiego. Šumanović konsekwentnie podpisujący swoje obrazy cyrylicą i deklarujący się jako Serb pod koniec życia umieszczał na obrazach tylko datę jego powstania. 26 sierpnia ukończył ostatni swój obraz, fragment tryptyku Beračica. Aresztowany wraz z grupą 150 Serbów mieszkających w Šidzie trafił do obozu w Sremskiej Mitrovicy. W nocy 29/30 sierpnia 1942 został skazany na karę śmierci przez sąd ustaszowski, a rankiem zabity strzałem w tył głowy. Pochowano go w zbiorowej mogile na miejscowym cmentarzu prawosławnym.

## Twórczość
Šumanović pozostawił po sobie blisko 600 prac, z czego 356 stanowią obrazy olejne. W jego pracach można dostrzec fascynacje fowizmem i ekspresjonizmem, ale stworzył także swój własny, unikalny styl co sprawiło, że stał się jednym z najbardziej znanych malarzy serbskich XX wieku. W Serbii szczególnie cenione są pejzaże okolic Šidu. Obrazy Šumanovicia znajdują się w muzeach w Belgradzie i Nowym Sadzie, ale większość trafiła do muzeum w Šidzie. Budynek, w którym eksponowane są obrazy Šumanovicia stanowi dar jego matki Persidy i został otwarty do zwiedzania w 1952. Muzeum dysponuje powierzchnią ekspozycyjną 400–700 m.kw. i gromadzi poza dziełami artysty także dokumentację związaną z jego twórczością. Z galerią związany jest także dom, w którym mieszkał Sava Šumanović, wraz z jego oryginalnym wyposażeniem. Przy galerii działa grupa artystów amatorów, która nosi imię Šumanovicia. Od 1999 jest przyznawana nagroda im. Savy Šumanovicia dla młodych artystów. Imię Šumanovicia nosi szkoła w Zemunie, otwarta w 2009.

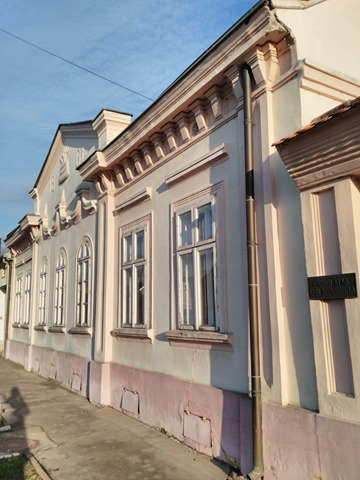
Dom Savy Šumanovicia w Šidzie

.

## Galeria

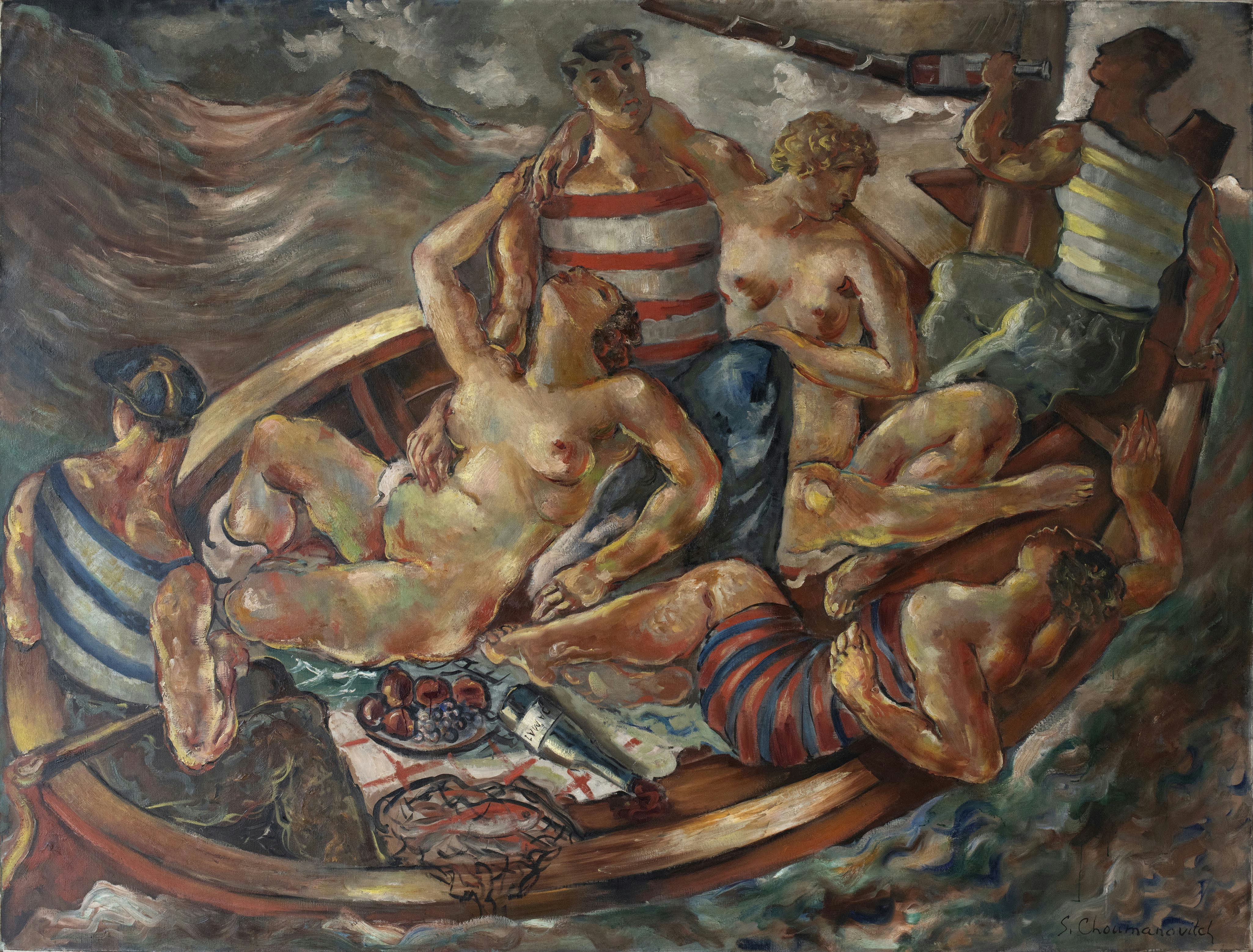
Łódź pijana (1927)
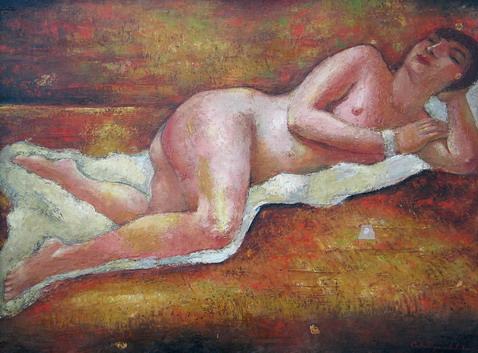
Poranek (1929)
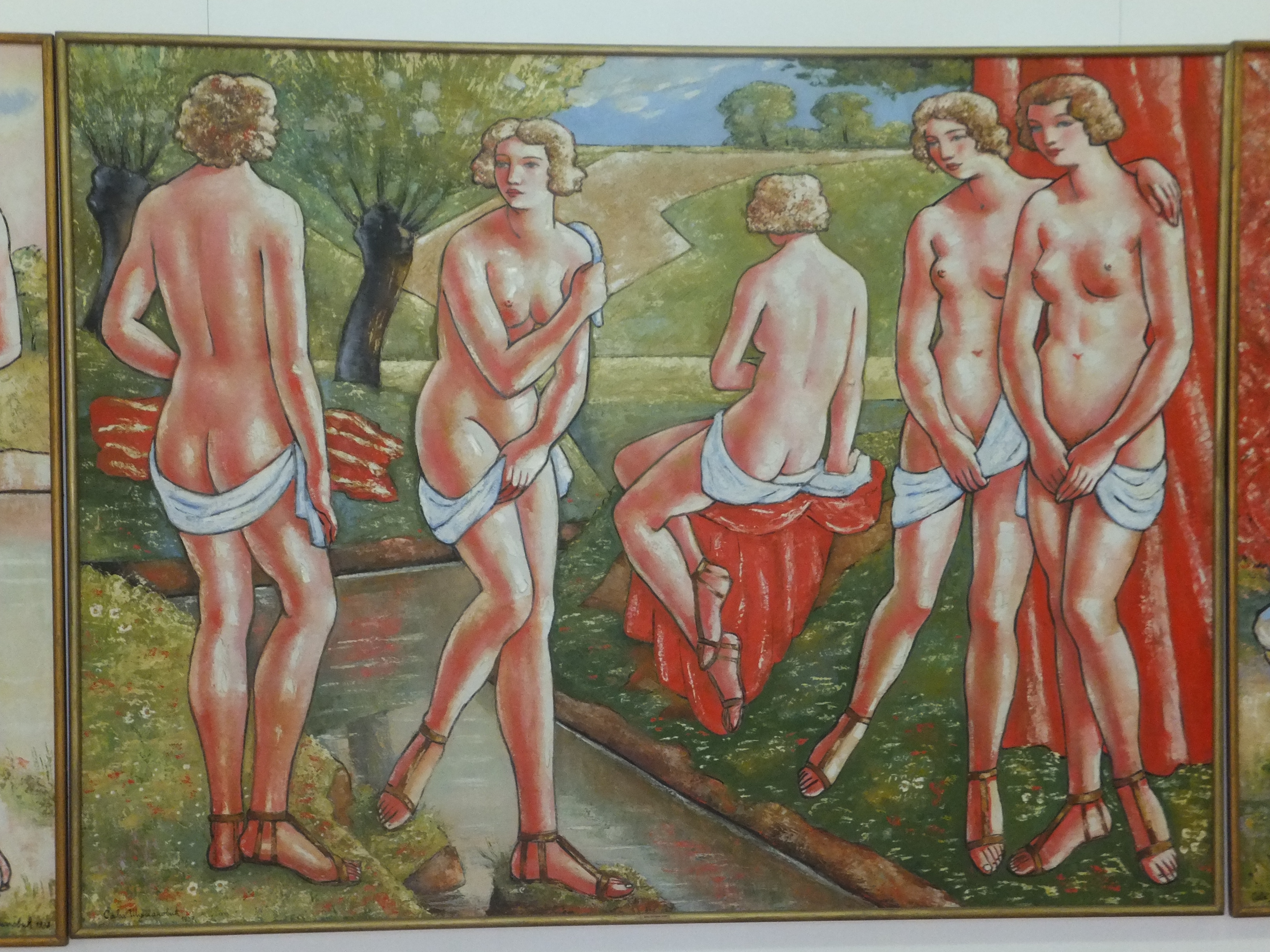
Fragment cyklu Kupačica
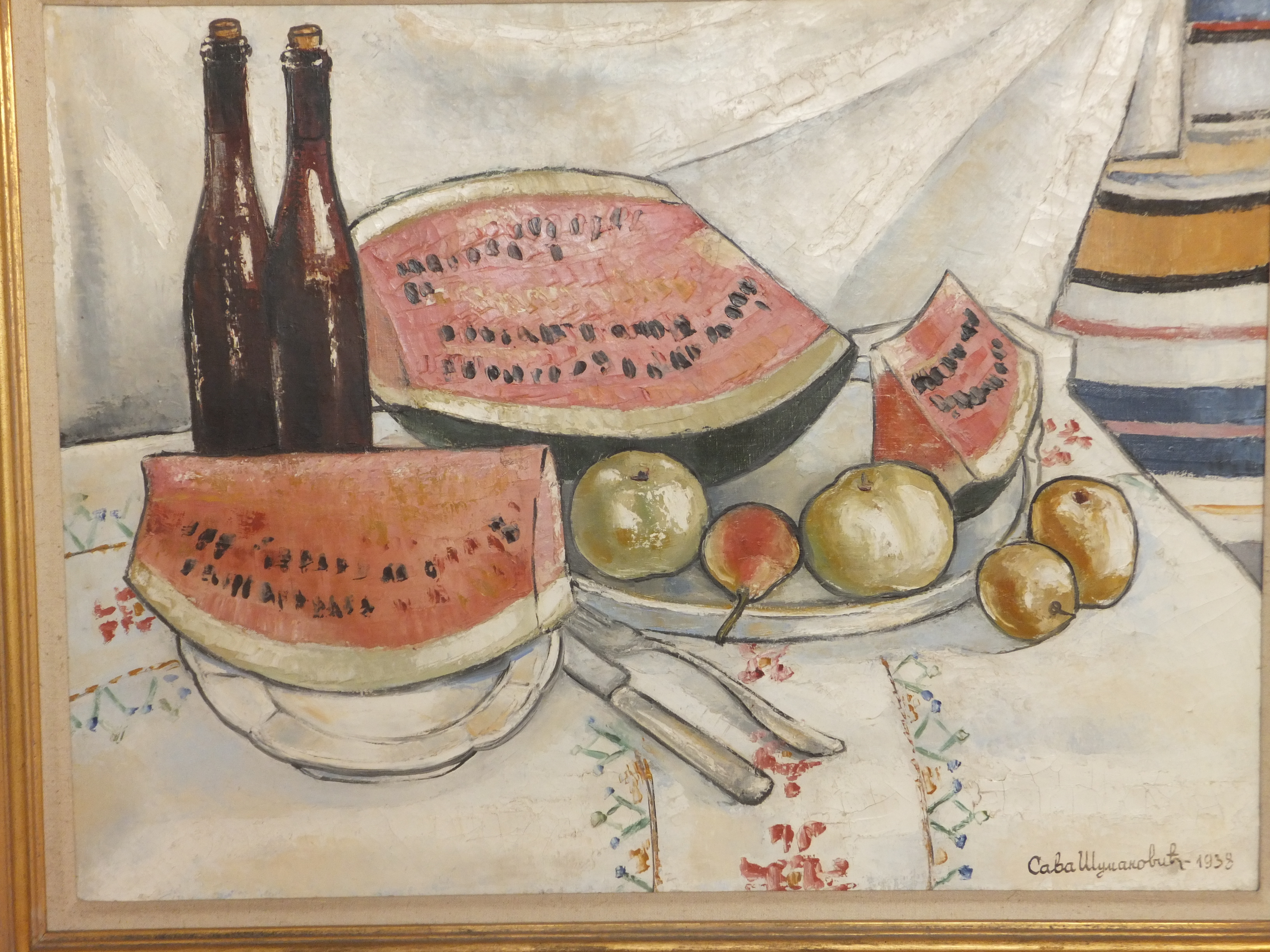
Martwa natura
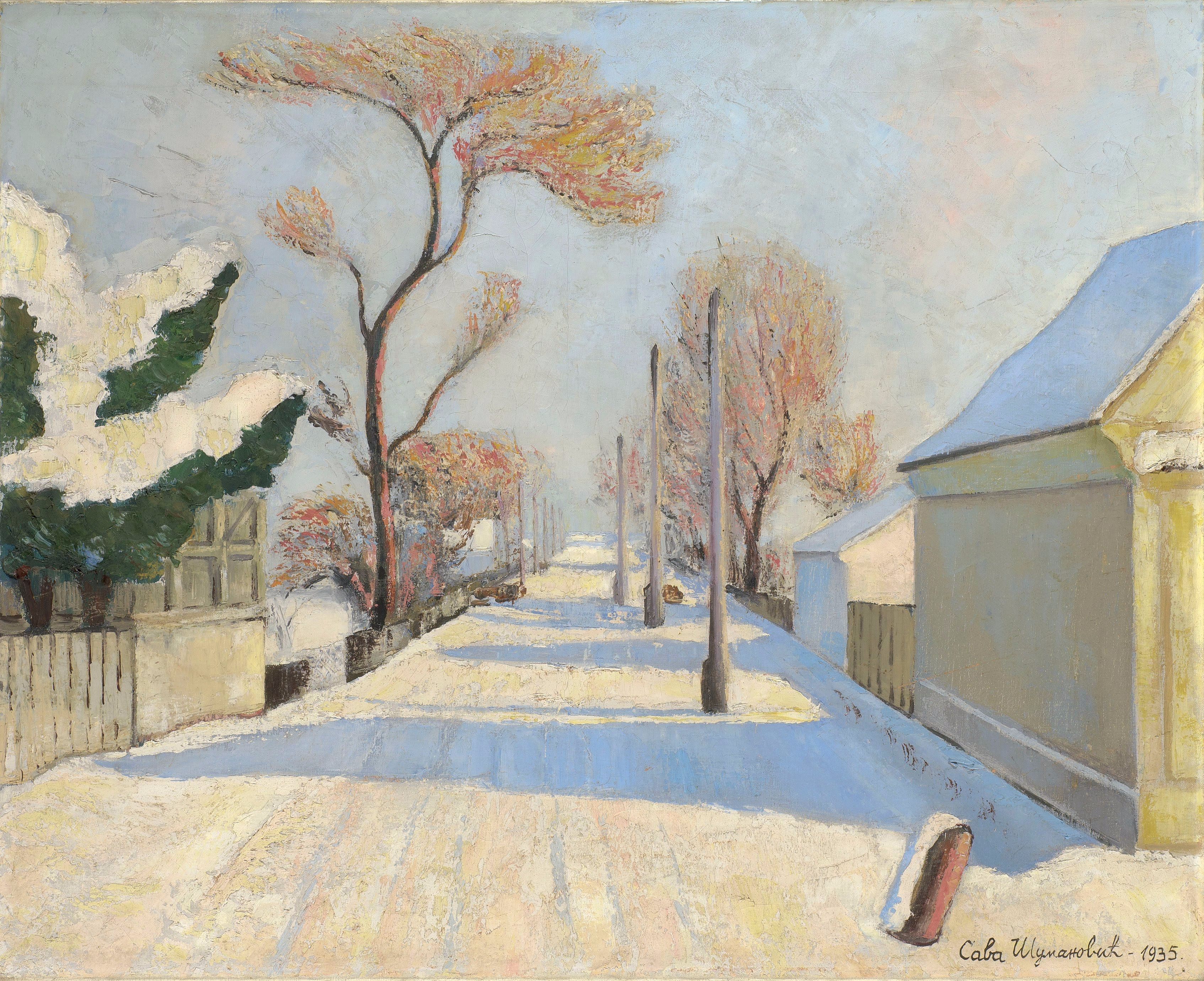
Šid w śniegu (1935)